# 지류역
지류역(일본어: 知立駅)은 일본 아이치현 지류시에 위치한 나고야 철도의 역이다. 역 번호는 NH 19이다.

## 개요
지류시의 약간 서쪽에 위치하고 시의 대표역 중 하나이다. 나고야 본선과 미카와선의 접속역으로 되어 있기 때문에 이용자가 많아서 전 열차가 정차한다.
미카와 선은 지류 역에서 스위치백을 따라가는 배선으로 되어 있다. 현재는 미카와 선 전 노선을 직통하는 열차는 없고, 본 역을 기점으로 도요타・사나게 방면의 북쪽 구간(산선)과 가리야・헤키난 방면 남쪽 구간(바다선)에서 운행 계통이 나뉘지만 실제로는 지류 역에 도착한 열차가 그대로 반대 쪽의 구간으로 첫 열차의 설정도 있으며, 이 경우에는 하차를 하지 않고 갈아탈 수 있다.
2023년도를 완공 예정으로 한 역 주변의 연속 입체교차 사업에 따라, 2015년 2월 28일부터 2,3번 선 승강장의 남쪽에 설치한 임시 홈 구장으로 임시선의 공용을 개시하는 것과 동시에 남쪽 개찰구를 신설했다.

## 역사
나고야 본선과 미카와 선의 두 노선은, 원래 아이치 전기철도와 미카와 철도라는 별도 회사가 건설한 노선이다. 두 노선이 입체 교차하는 지점에 각각 역(초대 지류 역과 신치류 역)을 두고 연락하고 메이테쓰의 합병 후에 역명을 통일하였다(2대 지류 역). 그러나, 1959년 나고야 본선에서 미카와 선으로 갈아탈 수 있도록 역을 이전하여 현재의 형태(3대 지류 역)로 구역사는 노선마다 분할되었다(미카와치류 역과 히가시치류 역). 지류 인근 선로가 이처럼 복잡한 경위를 거친 것은, 아이치 전철이 오카자키 쪽으로 향하고 신선을 건설할 때 미카와 철도의 지류 역에 노선 연장하는 협의가 끝나지 않은 것에서 시작되었다. 아이치 전철에서는 지류 역으로 우회하도록 일부 노선을 변경하고 성토 고가 입체 교차를 하여 인근에 신치류 역을 마련키로 하게 된 것이다.

### 연표
- 1923년
  - 4월 1일: 현재의 지류 역 부근에 신치류 역(임시역) 영업 개시.
  - 6월 1일: 오카자키 선이 니시오카자키 역(현재의 오카자키코엔마에 역)까지 연장되고 신치류 역이 미카와 철도와의 교점 고가 위로 이전, 임시역 폐지.
- 1959년 4월 1일: 현재의 지류역(3대) 개업. 구역은 나고야 본선 측을 히가시치류 역, 미카와 선 측을 미카와치류 역으로 변경하고 분리, 미카와 선의 각 방향에서 지류 역까지 신선 개업.
- 1969년 7월 6일: 지류 역 통과 "쾌속 특급"이 상하 매시 1편 설정됨.
- 1970년 12월 25일: 쾌속 특급이 폐지되고 지류 역 정차의 특급으로 되돌아감.
- 1987년 5월: 자동 개찰기 설치.
- 1992년 11월 24일: 낮 시간대, 매시 왕복 1편 특급 차량은 다시 지류 역을 통과하게 됨.
- 1999년 5월 10일: 지류 역의 특급 통과 중단, 전 열차가 정차하게 된다.
- 2003년 10월 1일: 트랜 패스 도입.
- 2011년 2월 11일: IC카드 승차권 "manaca" 공용 개시.
- 2012년 2월 29일: 트랜 패스 공용 종료.
- 2015년 2월 28일: 2,3번 선 승강장의 남쪽에 설치한 임시 홈 구장으로 임시선의 공용 개시와 동시에 남쪽 개찰구 신설.
- 2016년 4월 23일: 나고야 본선 하행(나고야 방면)이 임시선으로 전환되고 4,5번 선 승강장이 임시 승강장으로 전환됨.
- 2023년도: 고가화 완성 예정.

## 역 구조
3면 5선의 지상역인 구조이다. 3개의 플랫폼 중 2,3번, 4,5번이 섬식 승강장, 6번이 단선 승강장이다. 2 ~ 4번 선이 미카와 선, 5 ~ 6번 선이 나고야 본선용 승강장이다(일중 미카와 선은 대부분의 경우 사나게 행이 2번 선, 헤키난 행이 4번 선에서 발차한다). 1번 선은 존재하지 않지만 플랫폼 이행 전에는 맨 끝에 유치선이 있고 이것이 1번 선이었다. 그 대체로 2,3번 선의 나고야 방향에 인상선이 부설되었다. 유효 길이는 입환선 및 2,3번 선(임시 승강장)이 4량, 4 ~ 6번 선(4,5번 선은 임시 승강장)이 8량 편성분이다.
각각의 승강장은 엘리베이터가 연결된 과선교로 연결된다. 배리어 프리화 전에는 과선교가 아닌 2,3번 선 및 4,5번 선에는 도요하시 방향의 지하 통로로 연결되었다. 이상의 2개 플랫폼이 임시 역사로 되고부터는 지하 통로가 점차 폐쇄되었다. 2010년 이후 6번 선과 개찰구 사이에 슬로프가 마련된 후 연속 입체교차 사업에 선행하는 승강장을 연결하는 임시 과선교로 엘리베이터의 공사가 착공, 2011년 3월 23일부터 이용 개시되었다. 이것이 완성되기까지는 승강장에 엘리베이터가 없어 휠체어 이용자는 역무원의 보조를 받을 필요가 있었으며, 6번 선 외에는 개찰구를 지나지 않고 역을 우회하고 전용 입구로 직접 플랫폼 안으로 들어가는 것이었다.
구역사 플랫폼의 지붕은 메이테쓰 역 치고는 높은 편이었다. 그 지주는 다 낡은 레일을 다시 이용한 것으로, 그 중에는 1897년 카네기 영어판 글자로 읽는다.
발차표는 LED식 2단 표시나 액정 표시 장치식에서 각 플랫폼 상의 연결 통로에 있다. 2,3번 선의 임시 승강장 이행 전에는 랠리식 2단 표시의 발차표를 사용했다. 미카와 선용은 랠리식에서 본선용과 표시가 다르고, 위가 도요타 방면, 아래가 헤키난 방면이 되고 있었다. 또한, 본선용도 역과는 조금 다른 종별 변경이나 특별 정차 안내에 추가되고 비고란에 대피역의 안내란도 추가되었다(도요아케 대피, 신안조 대피 등).
역 개찰구 앞에는 자동 매표기가 3대로 창구가 2개 있는 1대의 자동 매표기는 조금 동쪽에 있다. 다른 2대의 자동 매표기 중 1대는 터치 패널식으로 모든 기계는 IC카드 대응이다. 창구에서 정기권 뮤지션 티켓 승차권 등을 판매하고 있다.
4,5번 선에 뮤지션 티켓 매표기가 있다. 과거에는 4,5번 선에 분식점, 6번 선에 역 소바점, 4,5,6번 선에는 매점 "산 코스"가 있었다.

### 승강장
| 번호 | 노선          | 방향 | 행선                                                | 비고 |
| ---- | ------------- | ---- | --------------------------------------------------- | --- |
| 2    | ■ 미카와 선   | 상행 | 가리야・헤키난 방면                                 | 나고야 본선 하행선으로 입선 가능                                                                                       |
| 2    | ■ 미카와 선   | 하행 | 도요타 시・ 사나게 방면                             | 대부분의 열차가 나고야 본선 하행선으로 입선 가능                                                                       |
| 3    | ■ 미카와 선   | 상행 | 가리야・헤키난 방면                                 | 나고야 본선 하행선으로 입선 가능                                                                                       |
| 3    | ■ 미카와 선   | 하행 | 도요타시・사나게 방면                               | 나고야 본선 하행선으로 입선 가능                                                                                       |
| 4    | ■ 나고야 본선 | 하행 | 나고야・기후・이누야마・쓰시마 방면                 | 미카와 선으로부터 나고야 본선으로의 직통 열차 및 미카와 선 · 나고야 본선의 지류 환승 열차가 사용                       |
| 4    | ■ 미카와 선   | 상행 | 가리야・헤키난 방면                                 | 대부분의 열차가 미카와 선에서 나고야 본선 직통 열차(회송 열차 포함) 및 미카와 선과 나고야 본선의 지류 회송 열차가 사용 |
| 5    | ■ 나고야 본선 | 하행 | 나고야・기후・이누야마・쓰시마 방면                 | 나고야 본선 도요하시 방면으로부터의 모든 열차가 여기에 입선                                                            |
| 6    | ■ 나고야 본선 | 상행 | 나카오카자키・도요하시・도요카와이나리・니시오 방면 | 나고야 본선 도요하시 방면에 대한 모든 열차는 이곳에 입선(대피선 없음)                                                  |

## 이용 현황
| 연도 | 1일 평균 승하차 인원 | 1일 평균 승차 인원 |
| ---- | -------------------- | ------------------ |
| 2000 | 33,345               | 16,660             |
| 2001 | 32,359               | 16,173             |
| 2002 | 31,611               | 15,802             |
| 2003 | 31,158               | 15,576             |
| 2004 | 30,839               | 15,409             |
| 2005 | 31,199               | 15,571             |
| 2006 | 31,166               | 15,555             |
| 2007 | 30,748               | 15,356             |
| 2008 | 30,734               | 15,347             |
| 2009 | 30,132               | 15,056             |
| 2010 | 30,034               | 14,997             |
| 2011 | 30,289               | 15,171             |
| 2012 | 30,840               | 15.421             |
| 2013 | 31,878               | 15,942             |
| 2014 | 31,303               | 15,644             |
| 2015 | 32,152               | 16,068             |

## 역 주변
- 지류 신사
- 피아고 지류점
- 안조 경찰서 지류 간부 파출소
- 야마모토 가쿠엔 정보 문화 전문학교
- 야마모토 가쿠엔 중부 패션 전문학교
- 야마모토 가쿠엔 중부 제과 전문학교
- 지류 시립 지류 초등학교
- 지류 시립 지류니시 초등학교
- 국도 제1호선
- 국도 제155호선
- 국도 제419호선
- 아이치 현도 51호 지류히가시우라 선
- 아이치 현도 285호 안조야쓰다치류선
- 아이치 현도 298호 안조치류선
- 아키타 병원

## 인접역
| 나고야 철도 ■ 나고야 본선         | 나고야 철도 ■ 나고야 본선 | 나고야 철도 ■ 나고야 본선       |
| --------------------------------- | ------------------------- | ------------------------------- |
| NH13 히가시오카자키 도요하시 방면 | □ 쾌속특급                | 진구마에 NH33 메이테쓰기후 방면 |
| NH17 신안조 도요하시 방면         | ■ 특급                    | 진구마에 NH33 메이테쓰기후 방면 |
| NH17 신안조 도요하시 방면         | ■ 급행                    | 젠고 NH23 메이테쓰기후 방면     |
| NH17 신안조 도요하시 방면         | ■ 준급                    | 도요아케 NH22 메이테쓰기후 방면 |
| NH18 우시다 도요하시 방면         | ■ 보통                    | 히토쓰기 NH20 메이테쓰기후 방면 |
| 나고야 철도 ■ 미카와선            |                           |                                 |
| MY01 미카와치류 사나게 방면       |                           | 시게하라 MU01 헤키난 방면       |